# Obie Bermúdez
Obie Bermúdez (Aibonito, 10 de enero de 1980) es un cantautor y músico puertorriqueño-estadounidense.

## Biografía
De abuelo músico y de padre fundador de una banda de rock, desde los 12 años de edad su familia se traslada a Nueva York (EE. UU.), lugar donde nació el padre de Obie. Fue allí donde empezó su carrera artística. Primeramente cuenta que, para ganarse el pan de cada día, trabajaba en una lavandería (en algunos de sus primeros temas cuenta historias referentes a su antiguo trabajo en la lavandería), en 1998 empieza a grabar su primer disco de solo salsa, dándose a conocer solamente como uno de los salseros más jóvenes, y años después se incorpora a la balada, aunque algunas de sus canciones románticas son también versionadas en salsa, el 22 de julio de 2003 saca su siguiente disco titulado "Confesiones", entre las canciones románticas con las que se da a conocer destacan "Antes" y "Me cansé de ti", que tiene una impresionante internacionalización y reconocimiento con el público fuera del mundo de la salsa. El 2 de noviembre de 2004 retorna con otro disco y canciones nuevas, tituladas "Todo el año", "Ya te olvidé" y "Celos". 
El 29 de agosto de 2006 retornó con un nuevo trabajo discográfico Lo que trajo el barco, con canciones como «Sigo con ella» y «Si fuera fácil», con diferentes estilos musicales. Este último tema se ha posicionado en las listas de popularidad como Top Latin Songs de la revista Billboard y en la lista pop de México de Monitor Latino.

## Vida personal
Después de mantener una relación amorosa con la cantante mexicana-estadounidense Jennifer Peña, en 2007 contrae matrimonio en Corpus Christi (Texas), aunque a esta celebración no asistió la prensa, ya que fue sin aviso público y solo en privado y entre familiares de los cantantes. El cantante ha sido padre de un varón en 2007 por primera vez. Anteriormente, Obie estuvo casado, pero no tuvo ningún hijo.

## Discografía
- 1998 - Locales
- 2003 - Confesiones
- 2004 - Todo el año
- 2006 - Lo que trajo el barco
- 2008 - Sólo éxitos
- 2012 - Quien me lo va a creer
- 2016 - Cambios